# 1994年サンマリノグランプリ
1994年サンマリノグランプリは、1994年5月1日にイタリアのイーモラにあるイモラ・サーキットで開催されたF1レースである。1994年のF1世界選手権の第3戦で、このシーズンのヨーロッパラウンド初戦として開催された。アイルトン・セナ、ローランド・ラッツェンバーガーの最期のレースとして知られる。

## 概要
このグランプリではローランド・ラッツェンバーガー（シムテック）と3度のワールドチャンピオンを獲得したアイルトン・セナ（ウィリアムズ）が死亡したのをはじめ、多くの事故と負傷者が発生し、BBCの解説者マレー・ウォーカーは「私の知る限り、グランプリレース史上、最も悲しい日である」と形容した。
レースは最終的にミハエル・シューマッハの勝利で終わったが、シューマッハはレース後の記者会見で「満足感もなく、ハッピーでもない」と語った。ニコラ・ラリーニは2位に入りキャリア初の得点を挙げ、3位にはミカ・ハッキネンが入った。また、日本人ドライバーの片山右京が2度目の5位入賞を挙げている。
このレースにおいて発生した複数の事故は、モータースポーツの安全性を高めることの重要性を示した。12年ぶりにGPDA（グランプリ・ドライバーズ・アソシエーション）が活動を開始し、マシン設計とコースの双方に多くの変更が加えられた。
またこのレース以後、国際自動車連盟（FIA）会長のマックス・モズレーの主導により多くのレギュレーションが改定された。次戦モナコGPからピットロードに速度制限が設けられたほか、ダウンフォースを削減しコーナリングスピードを低下させる目的で、第5戦スペインGP以降は順次ボーテックスジェネレーターの禁止、ステップドボトムの導入、リアディフューザーの規制強化、フロントウイング翼端板の最低地上高引き上げなど、様々なレギュレーション変更が行われた。これらの変更は満足なテスト期間を設けられることもなく半ば強行されたものであったため、安全性を確認することなく付け焼き刃での突貫作業となったことから批判も多く、レギュレーション変更後も大事故が多発した。
しかし、結果としてそれまで死亡事故が12年間にわたり発生せず「安全神話」とまで呼ばれ、安全性向上への意識が疎かになりつつあった状況に終止符が打たれ、1994年以降から現代に続くマシンやサーキットの安全性向上へ繋がる契機となった。

## 予選

### 金曜日

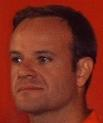
セナの後輩ルーベンス・バリチェロは、この週末の最初のアクシデントから生還した。

4月29日金曜日、レースのスタート順位を決める最初の予選中に、ジョーダンのルーベンス・バリチェロがヴァリアンテ・バッサシケインで225km/hで縁石に乗り上げ、空中に飛び上がった。マシンはタイヤバリアの上端と金網に衝突し、バリチェロはその衝撃で気を失った。マシンはノーズから地面に垂直落下した後に数回横転し、裏返しになって停止した。
バリチェロは事故現場で医療チームからの手当てを受け、そのままメディカルセンターへ搬送された。鼻を骨折し、ギプスで腕を固められたことでレースウィーク中はマシンの運転ができなくなったが、翌日にはサーキットに戻り、ドライバーズミーティングに出席した。当時ウィリアムズ・ルノーをドライブしていたデイモン・ヒルは事故の10年後、当時の気持ちについて「俺達は戦車並に頑丈なクルマに乗ってるんだ、多少不安に感じても怪我なんかしない、と自身に言い聞かせて予選を続けた」と述懐している。

### 土曜日
予選開始から20分後、シムテックのローランド・ラッツェンバーガーがヴィルヌーヴカーブを曲がりきれず、アウト側のコンクリートウォールにほぼ正面から衝突した。サバイバルセル（モノコック部）は原形を大まかには留めていたものの車体左側には大きく穴が開き、ラッツェンバーガーは衝突の衝撃により頭蓋底骨折を起こした。
ラッツェンバーガーは事故の直前の周回に「アクア・ミネラリ」シケインで縁石を乗り越えており、その時の衝撃でマシンのフロントウィングがダメージを受けていたものと考えられている。ラッツェンバーガーは縁石越え後もピットに戻らず、次の周回でもタイムアタックを続けたが、306km/hで走行中にフロントウィングが完全に破損し、マシンコントロールを失った。

ヴィルヌーヴカーブ：ラッツェンバーガーのクラッシュ地点

セッションは40分を残して中断したが、残り時間は最終的にキャンセルされた。その後、ラッツェンバーガーが多発外傷により死亡したと病院から発表された。F1レースウィーク中の死亡事故は1982年カナダGPのリカルド・パレッティ以来のことで、ポール・リカールでブラバムのテスト中にエリオ・デ・アンジェリスが死亡してからは8年が経過していた。
F1コース上の当時の医療チームリーダーだったシド・ワトキンスは、このニュースを聞いたセナの反応について「アイルトンは取り乱して、僕の肩で泣いてたよ」と後に語っている。ワトキンスは「君は何をしなきゃいけないんだ？既に3度も世界チャンピオンになって、間違いなく一番速いドライバーさ。もうやめにして、釣りにでも行こうぜ」と、翌日のレースにセナが出場しないように説得しようとしたが、セナは「シド、僕らの手にはどうしようもない事があるのさ。僕は辞められない。続けなきゃならないんだ」と返した
セナはポールポジションを獲得し、ポイントランキングでトップのミハエル・シューマッハが2番手に続いた。ゲルハルト・ベルガーが3番手となり、セナのチームメイトデイモン・ヒルは4番手となった。なお、ラッツェンバーガーが事故前に記録したタイムは予選通過最後尾の26位に相当していた。

### 結果
| 順位 | No | ドライバー                       | コンストラクター       | タイム   | 差     |
| ---- | -- | -------------------------------- | ---------------------- | -------- | ------ |
| 1    | 2  | アイルトン・セナ                 | ウィリアムズ・ルノー   | 1'21.548 | —      |
| 2    | 5  | ミハエル・シューマッハ           | ベネトン・フォード     | 1'21.885 | +0.337 |
| 3    | 28 | ゲルハルト・ベルガー             | フェラーリ             | 1'22.113 | +0.565 |
| 4    | 0  | デイモン・ヒル                   | ウィリアムズ・ルノー   | 1'22.168 | +0.620 |
| 5    | 6  | J.J.レート                       | ベネトン・フォード     | 1'22.717 | +1.169 |
| 6    | 27 | ニコラ・ラリーニ                 | フェラーリ             | 1'22.841 | +1.293 |
| 7    | 30 | ハインツ＝ハラルド・フレンツェン | ザウバー・メルセデス   | 1'23.119 | +1.571 |
| 8    | 7  | ミカ・ハッキネン                 | マクラーレン・プジョー | 1'23.140 | +1.592 |
| 9    | 3  | 片山右京                         | ティレル・ヤマハ       | 1'23.322 | +1.774 |
| 10   | 29 | カール・ヴェンドリンガー         | ザウバー・メルセデス   | 1'23.347 | +1.799 |
| 11   | 10 | ジャンニ・モルビデリ             | フットワーク・フォード | 1'23.663 | +2.115 |
| 12   | 4  | マーク・ブランデル               | ティレル・ヤマハ       | 1'23.703 | +2.155 |
| 13   | 8  | マーティン・ブランドル           | マクラーレン・プジョー | 1'23.858 | +2.310 |
| 14   | 23 | ピエルルイジ・マルティニ         | ミナルディ・フォード   | 1'24.078 | +2.530 |
| 15   | 24 | ミケーレ・アルボレート           | ミナルディ・フォード   | 1'24.276 | +2.728 |
| 16   | 9  | クリスチャン・フィッティパルディ | フットワーク・フォード | 1'24.472 | +2.924 |
| 17   | 25 | エリック・ベルナール             | リジェ・ルノー         | 1'24.678 | +3.130 |
| 18   | 20 | エリック・コマス                 | ラルース・フォード     | 1'24.852 | +3.304 |
| 19   | 26 | オリビエ・パニス                 | リジェ・ルノー         | 1'24.996 | +3.448 |
| 20   | 12 | ジョニー・ハーバート             | ロータス・無限ホンダ   | 1'25.114 | +3.566 |
| 21   | 15 | アンドレア・デ・チェザリス       | ジョーダン・ハート     | 1'25.234 | +3.686 |
| 22   | 11 | ペドロ・ラミー                   | ロータス・無限ホンダ   | 1'25.295 | +3.747 |
| 23   | 19 | オリビエ・ベレッタ               | ラルース・フォード     | 1'25.991 | +4.443 |
| 24   | 31 | デビッド・ブラバム               | シムテック・フォード   | 1'26.817 | +5.269 |
| 25   | 34 | ベルトラン・ガショー             | パシフィック・イルモア | 1'27.143 | +5.595 |
| 26   | 32 | †ローランド・ラッツェンバーガー  | シムテック・フォード   | 1'27.584 | +6.036 |
| 27   | 33 | ポール・ベルモンド               | パシフィック・イルモア | 1'27.881 | +6.333 |
| 28   | 14 | ルーベンス・バリチェロ           | ジョーダン・ハート     | —        | —      |

## 決勝

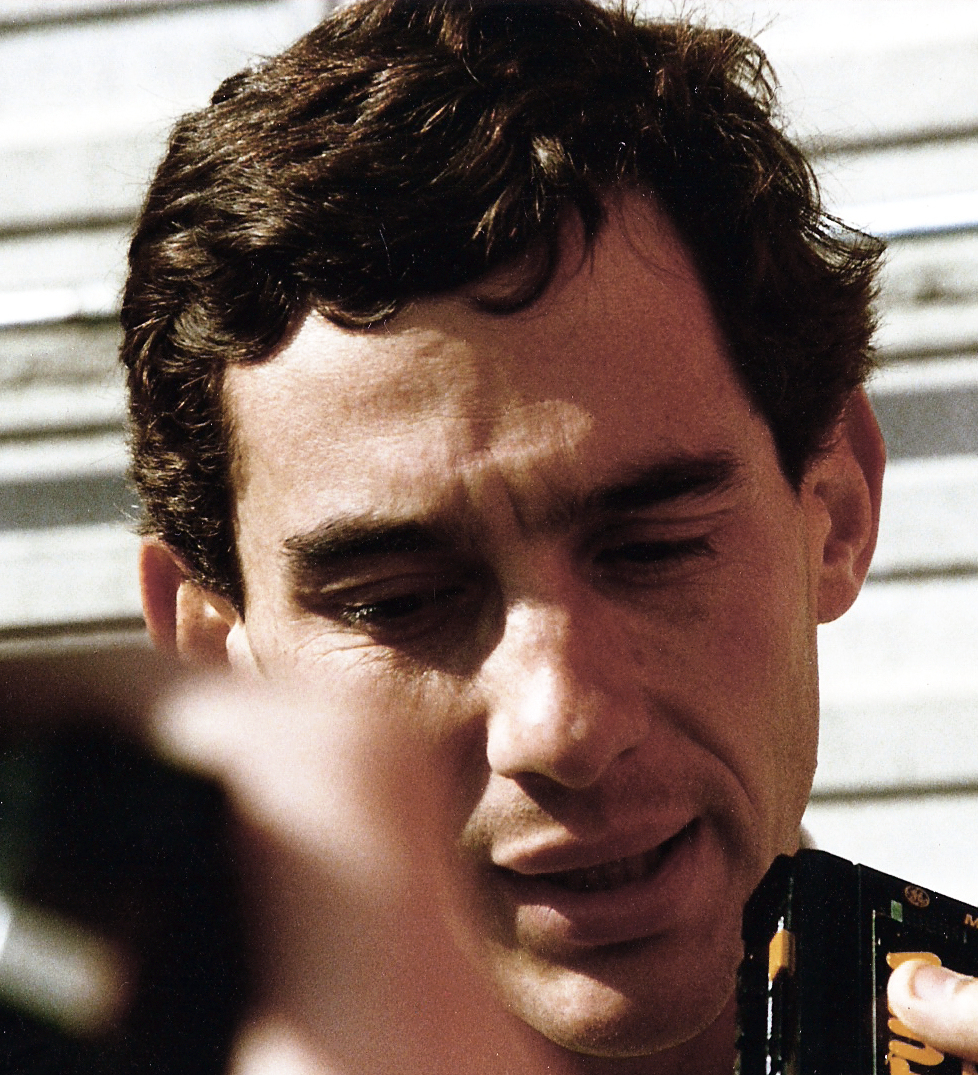
3度のワールドチャンピオン、アイルトン・セナの死は、F1を大きく変えることとなった。

前日に事故死したラッツェンバーガーは予選を26位で通過しており、彼を追悼する目的で決勝は26番グリッドを空けた状態でスタートした。
スタート直後、J.J.レートのベネトンがグリッド上でストールした。後方からスタートしたペドロ・ラミーは、停止していたベネトンを前走車に遮られ確認することができず、レートに追突して車体の破片やタイヤなどが空中に舞い上がった。マシンのパーツは、観客を守るためにスタートライン付近に設置されていたフェンスを飛び越え、9名の観客が軽傷を負った。
この事故によりセーフティカーが導入され、それによる低速走行によってタイヤの温度が低下した。レースの前に行われたドライバーズブリーフィングにおいて、セナはゲルハルト・ベルガーとともに「セーフティカーのスピードが遅いとタイヤ温度を高く保てない」との懸念を示していた。コース上の破片などが除去されるとセーフティカーは退き、レースはローリングスタートで再開された。
再スタートから2周後、シューマッハを抑えてトップを走行していたセナが、タンブレロコーナーでコースアウトした。その後、セナは壁に衝突するまでの0.9秒間にブレーキングと6速から5速へのシフトダウンによって、312km/hから211km/hまで減速していた。

タンブレロコーナー：セナの事故現場

14時17分（CEST、以下同）にレース中断を示す赤旗が提示され、シド・ワトキンスがセナの手当てのために現場に向かった。赤旗でレースが中断されると、マシンはスローダウンしてピットレーンに戻り以後の指示を待たなければならないが、ラルースチームのクルーは赤旗が提示されているにもかかわらず、エリック・コマスをピットアウトさせるというミスを犯してしまった。コマスがほとんどフルスピードで現場に差し掛かったため、マーシャルはスローダウンさせるために必死に旗を振って合図を送った。ユーロスポーツのコメンテーターであったジョン・ワトソンは、この件について「これまでの人生で見てきた事の中で、最も馬鹿げた出来事だった」と語っている。コマスはコースにいた人間と車両をすべて避けたが、自らセナの事故現場を目にしたことに苦しみ、レースをリタイアした。
イタリア放送協会（RAI）により世界に配信されたセナの事故の映像はあまりに生々しく、BBCは独自映像に切り替え、ピットレーンの様子を映し出した。壊れたマシンから救出されたセナは、ボローニャに近いマッジョーレ病院にヘリコプターで搬送された。
セナの事故から37分後の14時55分、レースは再スタートされた。再スタートされたレースの結果は中断された最初のレースとの合算で争われることになった。再スタート直後はゲルハルト・ベルガーがコース上でのリードを奪ったが、レース中断時点ではシューマッハがベルガーに対してリードしており、合算ではシューマッハがレースをリードしていた。12周目にシューマッハはコース上でもトップに立ったが、ベルガーはその4周後にハンドリングの問題でリタイアした。ラリーニはシューマッハのピットストップにより一時的にトップに立ったが、自身のピットストップで順位は元に戻った。
ゴールまで10周を残したところで、ピットレーンにおいてミケーレ・アルボレートのミナルディから右リアタイヤが外れた。アルボレートはピット出口で停車したが、外れたタイヤに当たったフェラーリとロータスの各2名のメカニックが負傷した。難を逃れたフェラーリのメカニックは「周りから叫び声が聞こえたので、何事かと振り返った瞬間にタイヤが自分の鼻先をかすめて行った」と語っている。当時のF1ではピットロードにおける速度制限が定められていなかったことから被害に拍車がかかり、次戦モナコGPからピットロードでの速度制限が定められる契機となった。
最終的にはミハエル・シューマッハがニコラ・ラリーニとミカ・ハッキネンを抑えて優勝し、1994年のF1世界選手権の開幕3戦で満点となる30ポイントを獲得した。ラリーニにとってはキャリア唯一の表彰台で、初のポイント獲得となった。表彰式ではラッツェンバーガーとセナへの配慮から、シャンパンファイトは行われなかった。

### 結果
| 順位 | No | ドライバー                       | コンストラクター       | 周回 | タイム/リタイア | グリッド | ポイント |
| ---- | -- | -------------------------------- | ---------------------- | ---- | --------------- | -------- | -------- |
| 1    | 5  | ミハエル・シューマッハ           | ベネトン・フォード     | 58   | 1:28'28.642     | 2        | 10       |
| 2    | 27 | ニコラ・ラリーニ                 | フェラーリ             | 58   | +54.942         | 6        | 6        |
| 3    | 7  | ミカ・ハッキネン                 | マクラーレン・プジョー | 58   | +1'10.679       | 8        | 4        |
| 4    | 29 | カール・ヴェンドリンガー         | ザウバー・メルセデス   | 58   | +1'13.658       | 10       | 3        |
| 5    | 3  | 片山右京                         | ティレル・ヤマハ       | 57   | +1 Lap          | 9        | 2        |
| 6    | 0  | デイモン・ヒル                   | ウィリアムズ・ルノー   | 57   | +1 Lap          | 4        | 1        |
| 7    | 30 | ハインツ＝ハラルド・フレンツェン | ザウバー・メルセデス   | 57   | +1 Lap          | 7        |          |
| 8    | 8  | マーティン・ブランドル           | マクラーレン・プジョー | 57   | +1 Lap          | 13       |          |
| 9    | 4  | マーク・ブランデル               | ティレル・ヤマハ       | 56   | +2 Laps         | 12       |          |
| 10   | 12 | ジョニー・ハーバート             | ロータス・無限ホンダ   | 56   | +2 Laps         | 20       |          |
| 11   | 26 | オリビエ・パニス                 | リジェ・ルノー         | 56   | +2 Laps         | 19       |          |
| 12   | 25 | エリック・ベルナール             | リジェ・ルノー         | 55   | +3 Laps         | 17       |          |
| 13   | 9  | クリスチャン・フィッティパルディ | フットワーク・フォード | 54   | +4 Laps         | 16       |          |
| Ret  | 15 | アンドレア・デ・チェザリス       | ジョーダン・ハート     | 49   | スピンオフ      | 21       |          |
| Ret  | 24 | ミケーレ・アルボレート           | ミナルディ・フォード   | 44   | ホイール        | 15       |          |
| Ret  | 10 | ジャンニ・モルビデリ             | フットワーク・フォード | 40   | エンジン        | 11       |          |
| Ret  | 23 | ピエルルイジ・マルティニ         | ミナルディ・フォード   | 37   | スピンオフ      | 14       |          |
| Ret  | 31 | デビッド・ブラバム               | シムテック・フォード   | 27   | スピンオフ      | 24       |          |
| Ret  | 34 | ベルトラン・ガショー             | パシフィック・イルモア | 23   | エンジン        | 25       |          |
| Ret  | 19 | オリビエ・ベレッタ               | ラルース・フォード     | 17   | エンジン        | 23       |          |
| Ret  | 28 | ゲルハルト・ベルガー             | フェラーリ             | 16   | サスペンション  | 3        |          |
| Ret  | 2  | †アイルトン・セナ                | ウィリアムズ・ルノー   | 5    | 事故死          | 1        |          |
| Ret  | 20 | エリック・コマス                 | ラルース・フォード     | 5    | 棄権            | 18       |          |
| Ret  | 6  | J.J.レート                       | ベネトン・フォード     | 0    | 衝突            | 5        |          |
| Ret  | 11 | ペドロ・ラミー                   | ロータス・無限ホンダ   | 0    | 衝突            | 22       |          |
| DNS  | 32 | †ローランド・ラッツェンバーガー  | シムテック・フォード   |      | 予選中の事故死  | 26       |          |
| DNQ  | 14 | ルーベンス・バリチェロ           | ジョーダン・ハート     |      | 棄権            | -        |          |
| DNQ  | 33 | ポール・ベルモンド               | パシフィック・イルモア |      |                 | -        |          |

## レース後
シューマッハがゴールラインを越えてから2時間20分後の18時40分、マリア・テレーザ・フィアンドリ医師はアイルトン・セナの死を発表した。公式の死亡時刻は14時17分、つまり即死だった。なお、フジテレビジョンの中継においては「18時3分にセナが脳死に陥った」という非公式情報をもとに、その段階でセナの死を報道している。検死解剖の結果、死因は大破したマシンのサスペンション部品がヘルメットを貫通したものと結論づけられた。
1994年のイモラのレイアウトは1981年より使用されているものだったが、以後、F1グランプリで使われることは二度となかった。事故後、サーキットは大きく改修され、タンブレロも変更を受けた。タンブレロでは過去にもゲルハルト・ベルガー（1989年）、ネルソン・ピケ（1987年）、リカルド・パトレーゼ（1992年、合同テスト中）の大きな事故が起こっており、高速コーナーから低速のシケインへと姿を変えた。FIAはF1カーの設計に関するレギュレーションも変更し、1994年の車両では1995年のレギュレーションに適合することができなくなった。

2件の死亡事故が起こった1994年のレース後、サーキットのレイアウトは変更された。

決勝日の朝に行われたドライバーズブリーフィングでセナとベルガーから懸念が提起されたことがきっかけとなり、グランプリ・ドライバーズ・アソシエーション（GPDA）が次戦1994年モナコグランプリで再結成された。1961年に設立されたGPDAは、1982年に解体されていた。再結成の主な目的は、イモラの事故を受け、安全向上のためにドライバーが話し合う場を設けることだった。また、この年のモナコグランプリでは、最前列の2グリッドにブラジル国旗とオーストリア国旗がペイントされ、命を落とした2人のドライバーを追悼するためにグリッドが空けられた。また、レース前に1分間の黙祷が捧げられた。
1994年5月5日、セナはブラジル・サンパウロで国葬にされた。約50万人の群衆が沿道に並び、セナの棺を見送った。セナのライバルであったアラン・プロストは棺を担いだ。多くのF1関係者はセナの葬儀に参列したが、当時のFIA会長のマックス・モズレーはセナの葬儀ではなく、2日後の5月7日にオーストリア・ザルツブルクで執り行われたラッツェンバーガーの葬儀に参列した。10年後、モズレーはプレスカンファレンスで「僕が彼（ラッツェンバーガー）の葬儀に参列したのは、皆がセナのほうに参列したからだ。誰かが彼の葬儀に参列する事が重要だと思った」と語っている。

## 裁判
イタリアの検察は法的手順に則り、セナの死に関連して6名を訴えた。訴えられたのは、ウィリアムズのフランク・ウィリアムズ、パトリック・ヘッド、エイドリアン・ニューウェイ、イモラ・サーキットオーナー代表のフェドリコ・ベンディネリ、サーキットディレクターのジョルジョ・ポッジ、レースディレクターでサーキットを認可したローランド・ブルインセラードである。判決は1997年12月16日に下され、過失致死について6名の被告全員が無罪となった。
セナの事故原因はステアリングコラムの破損であると法廷で確定された。ステアリングコラムは、セナの要望により切断と再溶接が行われていた。これはマシン内の居住性を改善するためであった。
この判決を受け、州検察はパトリック・ヘッドとエイドリアン・ニューウェイに対して上訴した。1999年11月22日、新たな証拠がないことから法廷は無罪を言い渡した。セナの車両に搭載されたブラックボックスは損傷していたためにデータが残されておらず、テレビ局は事故直前に車載カメラの映像を他車のものに切り替えてしまったために、セナの車載カメラの映像には1.6秒ほどの内容が残っていなかった。イタリアの刑法530条に従い、告訴は「証拠がないか、事実が存在しない」と宣言された。2003年1月、この判決は530条の解釈に間違いがあるとされ、イタリア最高裁に取り消された。再審が命じられ、2005年5月27日にヘッドとニューウェイの両名とも無罪とされた。